# Gomphogyneae
Gomphogyneae, biljni tribus iz porodice tikvovki raširen po Kini, Indokini i Maleziji, dok su dvije vrste endemične samo Australiji. Postoji 6 rodova.
Tribus je opisan 1867.

## Rodovi
1. Alsomitra (Blume) Spach (1 sp.)
2. Bayabusua W. J. de Wilde (1 sp.)
3. Gynostemma Blume (16 spp.)
4. Neoalsomitra Hutch. (13 spp.)
5. Gomphogyne Griff. (6 spp.)
6. Hemsleya Cogn. ex F. B. Forbes & Hemsl. (28 spp.)